# 澳門特別行政區政府經濟局
經濟局（葡萄牙語：Direcção dos Serviços de Economia）是澳門特別行政區的經濟部門，負責協助制訂和執行經濟活動範疇、知識產權範疇以及其他法律規定屬其範疇的經濟政策。前身為經濟司，該司代司長為戴建業。
2020年12月28日，澳門特區政府《公報》公佈第45/2020號行政法規《經濟及科技發展局的組織及運作》，經濟局重組並更名為「經濟及科技發展局」，2021年2月1日生效。

## 職責
- 在其職責範圍內協助制訂經濟政策及發展產業；
- 簽發工業場所牌照和編製工業紀錄，並進行有關監督工作；
- 簽發牌照予進行燃料產品商業活動的企業、轉運企業、稅務倉庫、免稅商店及法律規定屬經濟局負責簽發牌照的其他非工業場所，並進行有關監督工作；
- 簽發對外貿易活動准照；
- 管理對外貿易活動的限量制度；
- 根據法律規定，簽發特區產地來源證明文件；
- 協助制訂管理知識產權的政策，並執行有關工作；
- 執行消費稅規章；
- 推動會展業發展；
- 統籌和協調特區參與國際及區域的經濟組織及會議的工作，並在其活動領域內負責履行已作的承諾；
- 當上項所指的工作不屬其職責，但屬經濟性質時，協助和參與該等工作；
- 監察對在特區生產的產品製造程序、經濟活動及須獲發牌照的其他活動的法律遵守情況，並監察經營人及有關場所；
- 根據法律規定，監察其他經濟法例的遵守情況；
- 促進和維持公平的營商環境；
- 根據法律規定或行政長官的指示，執行其他工作。

## 組織法例
- 第15/2003號行政法規（2003年6月23日《澳門特別行政區公報》）核准經濟局的組織及運作 - 廢止一九九九年六月二十八日第27/99/M號法令。 （页面存档备份，存于）
- 第57/2010號行政命令（2010年7月5日《澳門特別行政區公報》）經濟局人員編制。 （页面存档备份，存于）
- 第27/2011號行政法規（2011年8月15日《澳門特別行政區公報》）修改經濟局的組織及運作。 （页面存档备份，存于）

## 架構
- 局长
- 副局长
  - 行政暨财政处
  - 资讯处
  - 对外贸易管理厅
    - 对外贸易处
    - 产地来源签证发处

  - 会展业及产业发展厅
  - 知识产权厅
  - 经济活动稽查厅
    - 产地来源稽查处
    - 工商业稽查处

  - 对外经济关系厅
    - 国际经济事务处
    - 区域经济事务处

  - 牌照暨消费税处